# Outeiro Grande (Assentiz, Torres Novas)

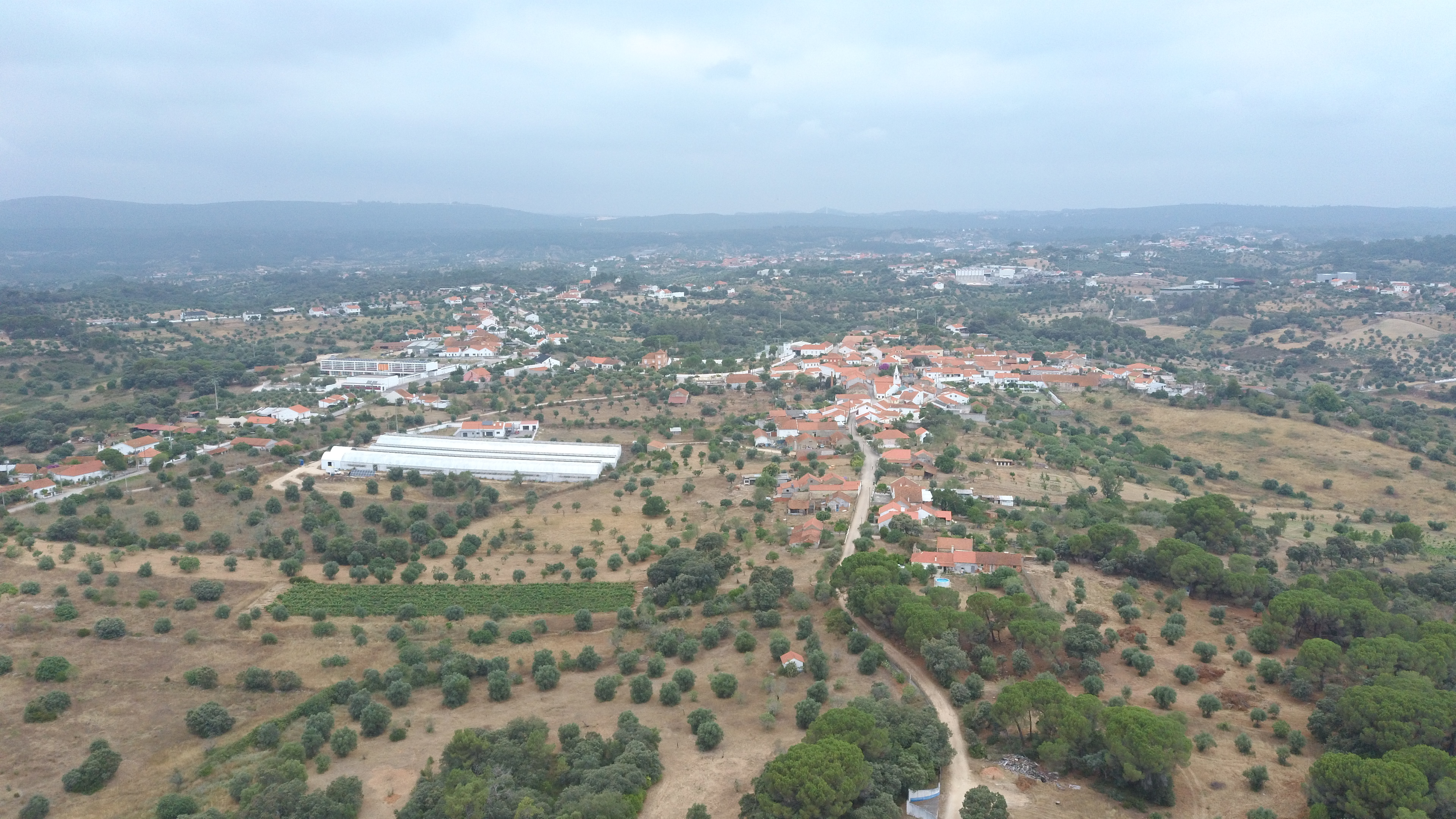

Outeiro Grande é uma aldeia do centro de Portugal, pertencente ao concelho de Torres Novas, freguesia de Assentiz (Torres Novas). A aldeia é circundada pelas aldeias de Outeiro Pequeno, pertencendo esta também à freguesia de Assentiz, Vila do Paço e Vargos ambas pertencentes à freguesia de Paço e a localidade designada por Mata pertencente à freguesia de Chancelaria.

## Património

### Santuário de Nossa Senhora de Lourdes
O Santuário de Nossa Senhora de Lourdes foi erigida na primeira década do século XX no cabeço mais alto da aldeia de Outeiro Grande denominado por Camincha-Fé.

### Sede do Centro Recreativo e Musical do Outeiro Grande
A sede do Centro Recreativo e Musical do Outeiro Grande já existe há mais de cem anos, mas a sua última grande remodelação foi inaugurada no dia 1 de Janeiro de 1926.
Esta colectividade fica situada na Rua das Escolas e no seu interior, existe uma grande sala que aglutinou o CRM propriamente dito e a antiga escola feminina. No espaço que correspondia ao centro, pode ver-se um palco onde, antigamente, se realizaram peças de teatro e agora se realizam, entre outras coisas, as festas de Natal.
No espaço que foi anexado, encontra-se o bar e uma zona de mesas onde os outeirenses e as outeirenses, confraternizam, jogam às cartas ou vêem, na televisão, os jogos dos seus clubes favoritos e onde uma lareira aquece o ambiente no inverno.
As restantes salas do edifício que constituía as escolas são agora utilizadas como arrecadações, sala de ensaio da banda e salas de aula da escola de música.
Numa área exterior, adjacente às escolas existem dois espaços cobertos e um descoberto. O espaço que fica ao nível das salas, antes utilizado como recreio das escolas, é agora usado para restaurante nas festas tradicionais.
No outro espaço coberto, a um nível mais baixo, foi construído um coreto onde a banda e outros grupos musicais actuam durante as festas tradicionais e os balneários e instalações sanitárias que servem o ringue que ocupa o espaço descoberto e onde se realizam jogos ou torneios.
Todas as festas tradicionais da aldeia realizam-se normalmente neste espaço interior e exterior.
Esta casa é um bom local de convívio para todos os Outeirenses e não só!

### Fonte Nova
A construção da “Fonte Nova” em Outeiro Grande foi efetuada pela Câmara Municipal de Torres Novas e teve início em 1934. Um painel redondo de azulejos indica a data da sua construção: “CMTN – Melhoramentos Rurais –1934”. Uma fonte abundante onde outrora, a população de Outeiro Grande ia buscar água para consumo. Porque para outros fins estava interdita. Assim o refere um outro painel de azulejos: “É proibido tirar água para usos industriais ou agrícolas. E prejudicar de qualquer modo os fins a que se destinam as fontes e bebedoiros”. A Fonte Nova saciou durante dezenas de anos a população de Outeiro Grande e até de Outeiro Pequeno.
Em abril de 1935 e após a construção da fonte, a população solicitou ao município a construção de lavadouros, obra que referiam ser de maior necessidade do que a fonte. “Já se encontram concluídas as obras da nossa fonte. Bom seria que a Câmara de Torres Novas, que tantos melhoramentos tem feito no concelho, levasse a efeito dentro de um curto prazo a construção dos lavadouros que são ainda de maior necessidade que a fonte. Vem agora a quadra estival em que esta falta se costuma sentir imenso”.
Passados 14 anos, a obra ainda não tinha sido feita: “Pedimos a quem de direito a máxima atenção sobre a construção de lavadouros, que estão fazendo enorme falta a esta população”.
Depois de muita insistência, acabaram por serem construídos na parte traseira da fonte. Um enorme tanque retangular com cerca de 7 metros de comprimento e 2 de largura, com 23 pedras, as quais possibilitavam igual número de lavadeiras ao mesmo tempo.
Hoje, a água continua a jorrar por detrás da fonte e alimenta o grande tanque, bem como um outro mais pequeno que existe lateralmente à fonte, onde os animais saciavam (e saciam) a sede. As lavadeiras já não necessitam de ir à Fonte Nova lavar a roupa, graças às máquinas elétricas. A água para consumo doméstico que era transportada em bilhas e cântaros com o auxílio de animais ou até mesmo à cabeça das pessoas são hoje apenas recordações.
O local é de vez em quando sujeito a limpeza por parte da Junta da Freguesia de Assentiz, mas à data em que nos dirigimos ao local para a elaboração deste artigo encontramos, o espaço bastante sujo e a necessitar de limpeza. A palmeira que há anos ali se encontra, está cada vez maior e a tirar a visibilidade à bonita “Fonte Nova”.

### Reservatório de subsistema de Outeiro Grande
O reservatório de subsistema de Outeiro Grande por muitos designado “depósito de água” encontra-se situado junto ao Santuário de Nossa Senhora de Lourdes no local mais alto da nossa aldeia. O subsistema de abastecimento tem capacidade para 200m3 de água proveniente do rio Zêzere (torre de captação da albufeira de Castelo de Bode - EPAL), que abastece as localidades de Cabeço de Soudo, Carvalhal do Pombo, Outeiro Grande, Outeiro Pequeno e Vargos, enquanto que uma parte da água é transferida para o reservatório das Rendufas (sistema de Mata).
O depósito tem cerca de 165,5m de altura, e a água que lhe chega é devidamente tratada na Estação de Tratamento de Águas (ETA) localizada na aldeia de Asseiceira, concelho de Tomar.
Em 2005 a quantidade de água consumida no subsistema de água do Outeiro Grande foi em média de 85 530 m3/ano, e por dia de 234 m3/ano.

## Centro Escolar de Assentiz/Chancelaria - Outeiro Grande
O primeiro Centro Escolar do concelho de Torres Novas, designado por Centro Escolar de Assentiz/Chancelaria, fica localizado na nossa aldeia, mais propriamente na Rua Nova.
A sua construção teve início no dia seguinte após a cerimónia de lançamento da primeira pedra que se realizou no dia 30 de Maio de 2009.
Aproximadamente 17 meses depois, o centro escolar estava concluído, tendo-se realizado a sua inauguração a 5 de Outubro de 2010 às 12h02m pelo Presidente da Câmara Municipal de Torres Novas, António Rodrigues e o Presidente da Junta de Freguesia José Conde, entre outras entidades e população das freguesias envolvidas.
O Centro Escolar de Assentiz/Chancelaria de dois pisos tem capacidade para 325 alunos do pré-escolar e do primeiro ciclo, oriundos das freguesias de Assentiz e Chancelaria. O primeiro piso tem 5 salas para o pré-escolar e espaços comuns para os dois grupos etários: refeitório com cozinha, biblioteca, laboratório, sala de informática, e ginásio/salão polivalente. No piso superior estão localizadas diversas salas de aula do ensino básico e instalações sanitárias.
O Centro Escolar custou aproximadamente 2 milhões e meio de euros, tendo sido construído pela empresa de construção, Tecnourém e os seus arquitectos foram Francisco Varanda e Carlos Amado.

## Canção do Outeiro Grande
Esta é a letra de uma das canções mais popular desta aldeia, é da autoria de Cândido Vieira e era cantada normalmente pelas senhoras em teatros realizados na sede do C.R.M.O.G.
Muitas Léguas em redor

Há um lugar conhecido
Terra de Paz e de Amor
O meu Outeiro querido
Espero sempre poder ver
O meu nome a fulgurar
Ninguém te pode esquecer
Nem deixar de te amar

REFRÃO
Outeiro Grande
Minha terra querida
Que tem tais encantos
Tal beleza encerras
Sempre garbosa Alegre, com vida
Gentil, donairosa
Minha terra querida

O cheiro a rosmaninho
Que vem das faldas da serra
Faz-nos lembrar com carinho
A nossa querida terra
E o Sol quando te beija
No despertar do Infinito
Ilumina a nossa Igreja
Faz-nos soltar este grito

REFRÃO

Que ninguém deixe de amar
O cantinho onde nasceu
Sempre belo a rebrilhar
Com a graça que Deus lhe deu
Por Amor deste cantinho
Cantemos com devoção
O assentar dum carinho
Desta tão linda canção

REFRÃO

Estes versos ao Outeiro
Cantados há muitos anos
Ainda há quem os recorde
São lindos, não há enganos
Quem te viu ser o que foste
Em tempos que já lá vão
Gostará de ouvir cantar
Outra vez esta canção

REFRÃO

Não vamos ficar calados
Queremos dizer com calor
Outeiro ó terra querida
És p´ra nós um grande amor

Se quiserdes ó gente amiga
Vamos cantar outra vez
Estes versos que são lindos

Deus abençoe quem os fez
Cândido Vieira

## Festas tradicionais

### Festa da Flor
A Festa da Flor, em Outeiro Grande realizada no primeiro fim-de-semana do mês de maio, teve origem na antiga Roma que promovia em louvor da Deusa Natureza e a Igreja Católica adotou. Esta festividade continua a assumir-se como um dos mais marcantes momentos da vida comunitária da localidade. Ao indispensável arraial, às tendas de venda de petiscos e bebidas e à animação musical dos artistas e dos conjuntos, juntam-se os jogos tradicionais e a deslumbrante presença das indispensáveis flores. 
   Anualmente, na habitual quermesse sorteiam-se os pequenos objetos de uso doméstico, centenas de vasos com flores, oferecidos pela população, inundam de cor e perfumes as instalações do Centro Recreativo e Musical de Outeiro Grande e aí voltam às mãos do povo, que generosamente os compra, num exemplar sistema de contribuição para os fundo da entidade organizadora. Para além das quermesses, também existe venda de bolos de cabeça e de licores.
       Sendo esta festividade também um contributo para as comemorações do Dia da Mãe, que se comemora no primeiro domingo do mês de maio, é igualmente um modesto ato de exaltação da Natureza. Antiga, por certo, esta Festa da Flor, já que se sabe remontar a épocas de que “ninguém vivo dá notícia”.
       Com o passar dos tempos, pouco se alterou nesta singular festividade. Os modernos conjuntos musicais vieram substituir a tradicional banda filarmónica, embora a sua participação ainda se mantenha, abrilhantando a missa de domingo e a procissão que se lhe segue. Uma breve paragem, na década de 1930, não foi suficiente para a afastar das festividades locais. O povo, entretanto, continua a cumprir o hábito de oferecer ovos, farinha e açúcar, para confecionar os bolos, enquanto as tardes de festa mantêm animados magotes de populares em disputados jogos tradicionais, que vão dos discretos “chinquilho” e jogos do “galo” e da “bola de pau”, às trapalhonas “corridas de sacos”.

### Encontro de Outeirenses
Realiza-se no dia de Portugual, de Camões e das comunidades Portuguesas, 10 de junho desde o ano de 2004. Este evento é marcado pela venda de artesanato, quermesses, e pela realização de jogos tradicionais.

### Festa de Santo Estêvão
Actualmente realiza-se no mês setembro mas antigamente realizava-se no mês de agosto. Durante a festa á quermesses, exposições e venda de artesanato, licores e doces tradicionais, sopas, petiscos e vinho da região

### Comemorações da restauração da independência
Comemora-se na noite de 30 de novembro para 1 de dezembro e é marcada pela

### Aniversário da Banda
Comemora-se no dia 8 de dezembro;

### Festa de Natal
Realiza-se no mês de dezembro por alguns elementos da banda e pelas crianças da aldeia;

## Sport Benfica de Outeiro Grande
O Centro Recreativo e Musical de Outeiro Grande, cuja sede se inaugura do primeiro dia do ano de 1926, traz consigo a sua banda filarmónica mas também o clube de futebol que se inaugura posteriormente – o Sport Benfica de Outeiro Grande – que o jovem outeirense António Alves Vieira, “grande entusiasta local” havia tempo antes ajudado a fundar.
Não se considera como longa a vida deste clube de futebol, pois após uma interessante carreira em torneios regionais, da qual sobressaem dois títulos de campeão, obtidos no de Zibreira, de deslocação a Torres Novas, Ourém e Lisboa, onde defrontou a formação da petrolífera Sacor. Os torneiros realizados na aldeia mas também os treinos da equipa realizam-se no Campo de Santo Estêvão.
O Sport Benfica de Outeiro Grande suspendeu a sua atividade desportiva, na década de 1980, “por falta de elementos”. Uma equipa de futebol de salão, surgiu posteriormente, sofreu igual destino, após breves participações em torneios da modalidade.

## Como chegar
Coordenadas decimais: 39.56162, -8.514441- 
Coordenadas DMS: 39° 33' 42" N 08° 30' 52" W